# Tidehverv
Tidehverv er et dansk tidsskrift og et teologisk arbejdsfællesskab. Teologerne Kristoffer Olesen Larsen, Gustav Brøndsted, Niels Ivar Heje og Tage Schack grundlagde tidsskriftet i 1926.
Ved sin oprettelse var Tidehverv påvirket af Søren Kierkegaard og Karl Barths tanker, men må i dag på den ene side betragtes som moderne eksponenter for oprindelig luthersk tankegang (se citat nedenfor) og på den anden som forum for modernitetskritik. Gennem en årrække holdt Tidehverv sommermøder på Krabbesholm Højskole ved Skive. 2008-2022 blev sommermødet afholdt på Rønshoved Højskole og i 2023 på Mommark Handelskostskole på Sydals.
I dag er teologer som Katrine Winkel Holm, Claus Thomas Nielsen, Sørine Gotfredsen samt forfatteren mag.art. Monica Papazu tilknyttet bevægelsen.

På Tidehvervs hjemmeside beskrives bladets anliggende som følger:
"Tidehverv – det er gammeldags luthersk kristendom i en tid, der er alt for moderne til at respektere det elementært menneskelige: at være et enkelt menneske mellem fødsel og død og i ansvar og skyld.
Tidehverv er derfor umoderne, for Tidehverv undsiger den modernitet, der er et andet ord for overfladiskhed. Tidehverv er derfor også reaktionært, for Tidehverv reagerer imod den dyrkelse af udviklingen og fremskridtet, der betyder åndelig tomhed og personlig uansvarlighed.''

## Redaktører af Tidehverv
- 1926-1974 N.I. Heje [2]
- 1974-1984 Vilhelm Krarup
- 1984-2013 Søren Krarup (søn af Vilhelm Krarup)
- 2013-0000 Agnete Raahauge, cand.theol. (datter af Søren Krarup)